# رار الجذع
رَار الجذع أو سُمِّيَّة زَبَّاء أحد الفطريات ومسببات الأمراض النباتية. استخدمت هذه الفطريات في شرق آسيا علاجًا للعديد من الأمراض مثل السرطان والسكري وأمراض المعدة الأخرى.  وساعد في علم العقاقير الحديث في خفض مستويات الجلوكوز في الدم وإظهار الاستجابات المضادة للورم وتحسين الصحة العامة في الفئران. 
يركب هذا الفطر بعض الأشجار الحرجية والزراعية أخصها الدلب والصربة والمغث والتوت والجوز والتفاح. أرسوسته مستديرة قطرها نحو 10 سم. وهي مقتطعة الجانب القائم على الجذع. لونها أصفر برتقالي ثم حنطي وينتهي بالسمرة. لبابها إسفنجيّ التركيب، غزير العصارة، أصفر اللون في أول عهده، ثم حنطي عند إدراكه وخلوه من العصارة.